# Henri Cartier-Bresson
Henri Cartier-Bresson (ur. 22 sierpnia 1908 w Chanteloup-en-Brie, zm. 3 sierpnia 2004 w Céreste) – jeden z najwybitniejszych francuskich fotoreporterów XX wieku. 
Fotografował dalmierzowym aparatem firmy Leica. Uważany za ojca fotoreportażu, Cartier-Bresson używał głównie standardowego obiektywu o ogniskowej 50 mm. Zdjęcia Bressona pojawiały się w najbardziej znanych czasopismach trzech dekad oraz były wystawiane we wszystkich największych galeriach w Stanach Zjednoczonych i Europie. Wystawa The Decisive Moment była pierwszą wystawą fotograficzną, która trafiła do Luwru.

Cartier-Bresson w latach 20. studiował malarstwo w pracowni Coteneta i Andre Lhote'a. Potem ukończył studia malarskie i filozoficzne na uniwersytecie w Cambridge. Pierwsze fotografie wykonał w 1931. Jego pierwsza wystawa odbyła się w 1932 w nowojorskiej Julien Levy Gallery. Wtedy jego fotografie zostały ocenione niezbyt przychylnie. W latach 30. brał udział m.in. w słynnej ekspedycji etnograficznej do Meksyku, po której zaczął pracować jako niezależny fotograf. W 1935 od Paula Stranda nauczył się pracy z kamerą. Następnie asystował w filmach Jeana Renoira. W 1937 kręcił filmy dokumentalne w Hiszpanii, w 1940 został więźniem wojennym niemieckich obozów w Badenii-Wirtembergii.

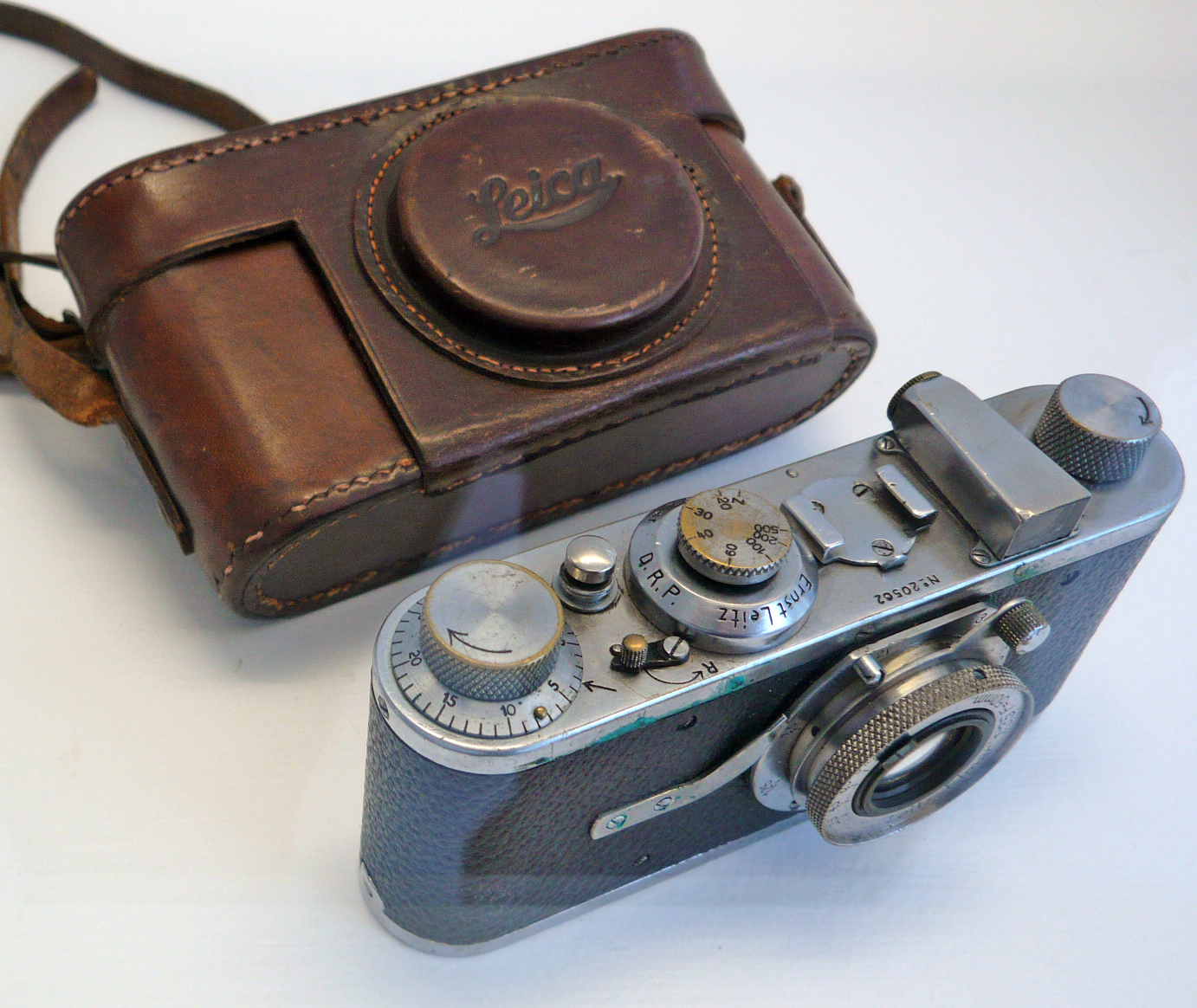
Pierwsza „Leica” Bressona

Po ucieczce z obozu w 1943 przyłączył się do francuskiego ruchu oporu. Po 1945 roku ponownie został niezależnym fotografem. Uwieczniał wtedy tzw. decydujący moment (fr. l'instant décisif, ang. the decisive moment), który wyraża kwintesencję danej chwili. Koncepcja ta wpłynęła na rozwój nowoczesnego reportażu.
Cartier-Bresson pracował dla prawie wszystkich wielkich dzienników i czasopism na całym świecie. Był współzałożycielem słynnej agencji fotograficznej Magnum wraz z Robertem Capą, Davidem Chim Seymourem i George'em Rodgerem. Miało to miejsce w 1947 w Paryżu. Odbył podróże do Indii, Birmy, Pakistanu, Chin, Indonezji, Kuby, Meksyku, Kanady, Japonii i Związku Radzieckiego. W 1982 został uhonorowany nagrodą Fundacji Erny i Victora Hasselblad za całokształt pracy.
Pod koniec życia nie uprawiał już fotografii, za to powrócił do swoich dawnych pasji – malowania i rysowania. Zmarł w wieku 95 lat w miejscowości Isle-sur-la-Sourge niedaleko Marsylii.
Cartier-Bresson twierdził, że fotografia to nie proces długotrwały jak na przykład malowanie obrazu. W fotografii liczy się tylko ta chwila, podczas której naciskany jest spust migawki i to tę chwilę trzeba znaleźć w otoczeniu. Cartier-Bresson wychodził z założenia, że oko fotografa musi dostrzec w przestrzeni kompozycję, wyrażenie i intuicyjnie musi wiedzieć, w którym momencie uwiecznić je na zdjęciu. Jeśli się go przegapi, ten moment już się nigdy nie powtórzy.